# La Misericòrdia d'Alacant
L'església de la Mare de Déu de la Misericòrdia és una església parroquial catòlica situada al barri de Sant Antoni de la ciutat d'Alacant (País Valencià).
És la seu canònica de la Germandat del Gran Poder i l'Esperança, des de la qual realitza la seua estació de penitència la vesprada de Dimecres Sant, durant les celebracions de la Setmana Santa d'Alacant.

## Història

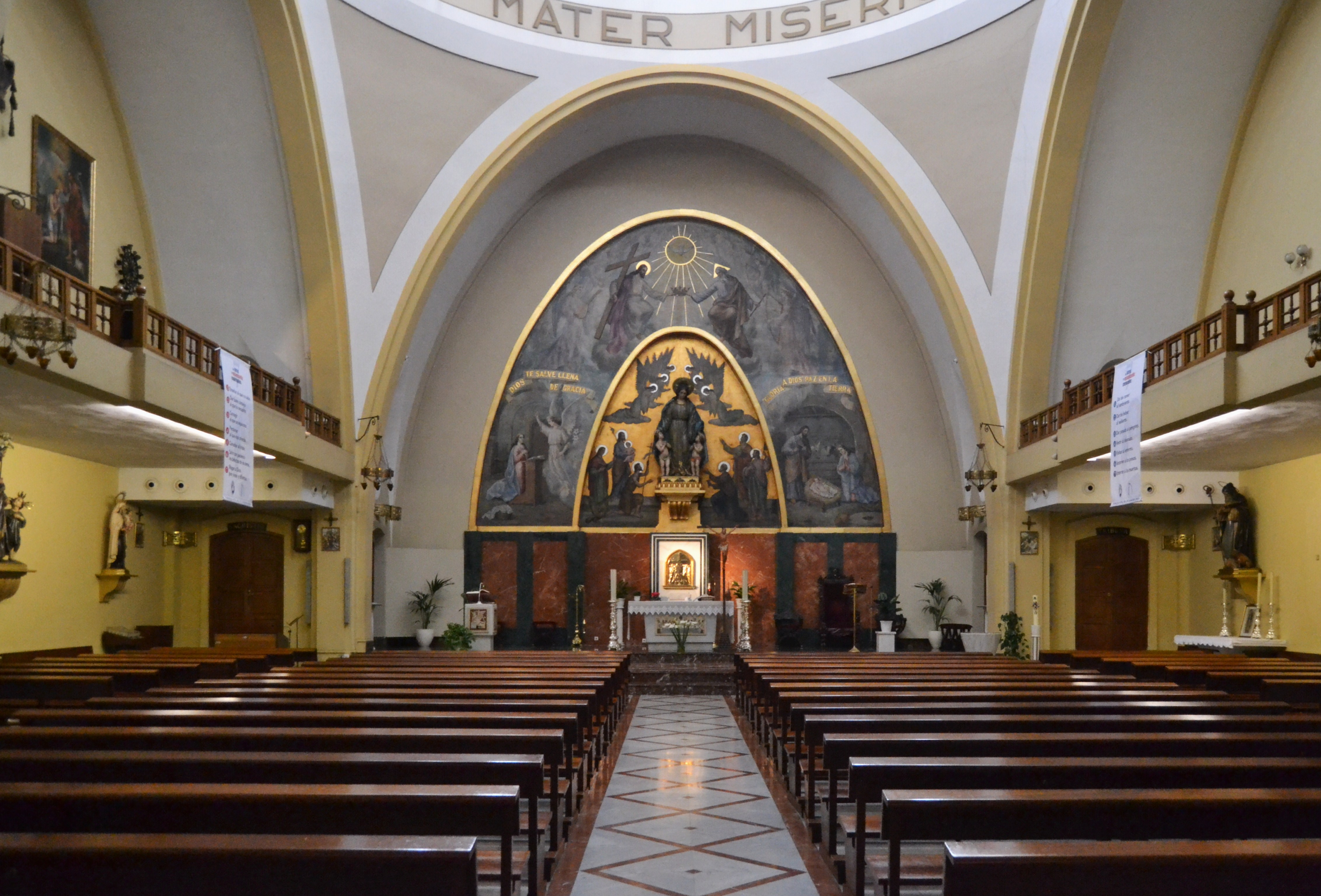
Interior de l'església de la Misericòrdia

La primitiva església va ser alçada com un element més de la Casa de la Misericòrdia, fundada en 1735 per l'Ajuntament d'Alacant i el bisbat d'Oriola-Alacant, amb la finalitat d'atendre els pobres, i ambdues construccions es van concloure en 1752. Va ser primerament església auxiliar de la cocatedral de Sant Nicolau de Bari i finalment parròquia. Durant els disturbis de la Guerra Civil espanyola, l'església va ser assaltada, i es van destruir l'altar major, les capelles, una pintura d'Antonio Villanueva i l'estàtua orant de Juan Elías Gómez de Terán, bisbe d'Oriola-Alacant. Les restes del bisbe van ser traslladades a la cocatedral de Sant Nicolau de Bari, i una vegada construïda l'actual església, van ser traslladats de nou a ella.
L'actual temple va ser construït segons el projecte d'Antonio Serrano Peral, arquitecte del bisbat d'Oriola-Alacant, i va ser inaugurat al maig de 1952. Va sofrir importants obres l'any 1989, quan la Germandat del Gran Poder i l'Esperança va decidir instal·lar la seua seu canònica al baptisteri de l'església, la qual va ser beneïda l'any següent com la seua capella per l'aleshores bisbe de la diòcesi, el cardenal Francisco Álvarez Martínez.
L'any 2011, l'església va acollir la coronació canònica de la imatge de la Mare de Déu de l'Esperança, de la qual va ser padrina d'honor la reina Sofia.